# Bernd Kannowski

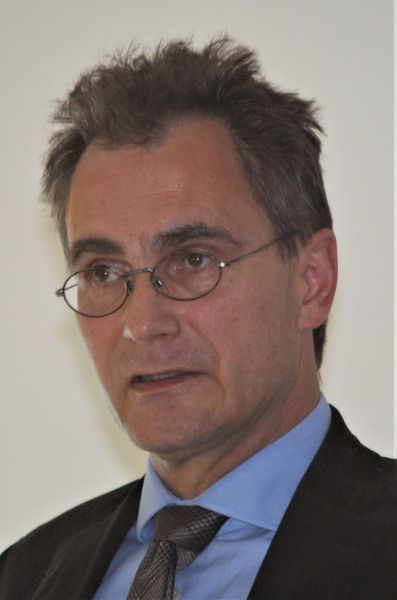
Bernd Kannowski, aufgenommen 2016 auf einer Tagung des Konstanzer Arbeitskreises von Werner Maleczek

Bernd Kannowski (* 25. Dezember 1968 in Frankfurt am Main) ist ein deutscher Rechtswissenschaftler. Er lehrt seit 2012 als Professor für Bürgerliches Recht und Rechtsgeschichte an der Universität Bayreuth. In der Fachwelt trat er mit zahlreichen Untersuchungen zum Sachsenspiegel hervor.

## Leben und Wirken
Bernd Kannowski studierte ab 1990 Rechtswissenschaften an den Universitäten Frankfurt am Main und Keele. Die erste juristische Staatsprüfung erfolgte 1995. Er wurde 1996 wissenschaftlicher Mitarbeiter an der Universität Frankfurt am Main. Nach der Promotion bei Gerhard Dilcher 1999 folgte ein Jahr später die zweite juristische Staatsprüfung. Er war von 2000 bis 2007 als Rechtsanwalt tätig. Im Sommersemester 2005 hatte er eine Lehrstuhlvertretung an der Universität Frankfurt am Main. Die Habilitation (2005) folgte bei Gerhard Dilcher an der Universität Frankfurt am Main (Venia legendi für Deutsche und Europäische Rechtsgeschichte, Bürgerliches Recht und Zivilprozessrecht).
Er lehnte eine Berufung an die Freie Universität Berlin 2007 ab und lehrte stattdessen von 2007 bis 2012 als Nachfolger von Karin Nehlsen-von Stryk auf dem Lehrstuhl für Deutsche Rechtsgeschichte und Bürgerliches Recht an der Albert-Ludwigs-Universität Freiburg im Breisgau. Seine Antrittsvorlesung hielt er im Mai 2011 zum Thema „Germanisches Recht heute“. Seit 2012 ist er als Nachfolger von Diethelm Klippel Inhaber des Lehrstuhls für Bürgerliches Recht und Rechtsgeschichte an der Universität Bayreuth. Er ist Mitglied der Vereinigung für Verfassungsgeschichte.

## Forschungsschwerpunkte
Seine Arbeitsgebiete sind deutsche Rechtsgeschichte, europäische Rechtsgeschichte, bürgerliches Recht, Zivilprozessrecht. Er verfasste zahlreiche Artikel für das Handwörterbuch zur deutschen Rechtsgeschichte. In seiner Dissertation widmete er sich der rechtlichen Streitbeilegung in spätmittelalterlichen Städten. Auf Basis von 55 zwischen 1248 (Freiburg) und 1450 (Aachener Gaffelbrief) vereinbarten Friedebriefen analysiert er die Rechtssetzung in spätmittelalterlichen Städten.

### Sachsenspiegelforschungen
Kannowski und Stephan Dusil kommen in einer 2003 veröffentlichten Untersuchung zum Ergebnis, dass es nicht haltbar ist, „den Hallensischen Schöffenbrief für die schlesische Stadt Neumarkt aus dem Jahr 1235 als Beleg für eine erste Anwendung des Sachsenspiegels anzusehen.“ Vermeintliche Ähnlichkeiten bzw. Abweichungen zwischen dem Rechtsbuch und dem Schöffenbrief von 1235 lassen sich vielmehr aus der oralen Rechtstradition erklären. Damit wandten sie sich auch gegen die von Karl August Eckhardt vertretene These, dass die von Hallenser Schöffen ausgefertigte Urkunde von 1235 ein erstes Zeugnis für die Anwendung des Sachsenspiegels war.
In seiner Habilitation befasst er sich mit der inhaltlichen Ausdeutung von Sachsenspiegel und Glosse des Johann von Buch. Es ist die erste Untersuchung, die sich eingehend der Glosse des Johann von Buch zum Sachsenspiegel-Landrecht widmet. Der Rechtsgeschichte steht der wohl kurz nach 1325 entstandene Text in Form einer für die MGH von Frank-Michael Kaufmann besorgten Edition seit 2002 zur Verfügung. Das Ziel seiner Studie ist es, „aufgrund einer breiter angelegten Analyse eine Gesamtschau des Werkes zu ermöglichen“. In seiner Untersuchung schöpft er aus der Gesamtheit der 78 überlieferten Textzeugen und konnte bestätigen, dass „die Handschriften der Kaufmann'schen Edition an jedem dieser Punkte die älteste Textschicht der Buch'schen Glosse wiedergeben“. Er kommt zum Ergebnis, es gehe „Johann nicht darum, das Recht als ein widerspruchsfreies System zu präsentieren, wohl aber darum, es in seiner Gesamtheit darzustellen“.
Mit Kaufmann lieferte er in einem 2008 erschienenen Beitrag eine Beschreibung und Edition von drei Fragmenten (Aftagne fragmenter 347–349), die zu einer glossierten Sachsenspiegelhandschrift gehören. Der Archivfund von 2006 aus dem Reichsarchiv Kopenhagen war bislang der Forschung nicht bekannt. In einem 2013 veröffentlichten Beitrag setzt er sich kritisch mit den Forschungen von Peter Landau und Christa Bertelsmeier-Kierst auseinander. Nach seinem Ergebnis ist der Sachsenspiegel weniger durch schriftlich fixiertes römisch-kanonisches Recht beeinflusst, sondern vielmehr das Erzeugnis oraler Rechtstradition.

### Geschichte der Menschenrechte
Kannowski befasst sich auch mit der Geschichte der Menschenrechte. Dazu verfasste er unter anderem einen Aufsatz über Pico della Mirandola und die Würde des Menschen. Mit Kerstin Steiner gab er 2021 einen Sammelband zu regionalen Menschenrechtsschutzsystemen in Europa, Afrika, Asien, Lateinamerika und Australien heraus.

## Schriften (Auswahl)
Monographien
- Bürgerkämpfe und Friedebriefe. Rechtliche Streitbeilegung in spätmittelalterlichen Städten (= Forschungen zur deutschen Rechtsgeschichte. Band 19). Böhlau, Köln u. a. 2001, ISBN 3-412-13600-X.
- Die Umgestaltung des Sachsenspiegelrechts durch die Buch’sche Glosse (= MGH Schriften. Band 56). Hahn, Hannover 2007, ISBN 978-3-7752-5756-5
- mit Erhard Bus, Michael Müller: Die Anfänge der freien Advokatur in Hanau am Beispiel der Eberhards. Schmidt, Neustadt an der Aisch 2017, ISBN 3-96049-008-9.

Herausgeberschaften
- mit Martin Schmidt-Kessel: Geschichte des Verbraucherrechts (= Schriften zu Verbraucherrecht und Verbraucherwissenschaften. Band 1). Jenaer Wissenschaftliche Verlagsgesellschaft, Jena 2017, ISBN 978-3-938057-60-5.
- mit Susanne Lepsius, Rainer Schulze: Recht – Geschichte – Geschichtsschreibung. Rechts- und Verfassungsgeschichte im deutsch-italienischen Diskurs (= Abhandlungen zur rechtswissenschaftlichen Grundlagenforschung. Band 95). Erich Schmidt, Berlin 2014, ISBN 978-3-503-13798-5.
- mit Kerstin Steiner: Regional Human Rights. International and Regional Human Rights: Friends or Foe? Nomos, Baden-Baden 2021, ISBN 978-3-8487-7646-7.